# Diocesi di Tagaria
La diocesi di Tagaria (in latino Dioecesis Tagariensis) è una sede soppressa e sede titolare della Chiesa cattolica.

## Storia
Tagaria, nell'odierna Tunisia, è un'antica sede episcopale della provincia romana di Bizacena.
Incerta è l'attribuzione dei vescovi a quest'antica diocesi africana, a causa delle diverse varianti presenti nei manoscritti antichi. Gli autori della Prosopographie de l'Afrique chrétienne assegnano a Tagaria Onorato, episcopus Tagariatanus, il cui nome figura al 37º posto nella lista dei vescovi della Bizacena convocati a Cartagine dal re vandalo Unerico nel 484; Onorato, come tutti gli altri vescovi cattolici africani, fu condannato all'esilio. Con il beneficio del dubbio, viene incluso nella cronotassi di Tagaria anche il donatista Felice, episcopus Tagaraiensis, che prese parte alla conferenza di Cartagine del 411, che vide riuniti assieme i vescovi cattolici e donatisti dell'Africa romana; la sede in quell'occasione non aveva un vescovo cattolico.
Più problematica è l'assegnazione della sede vescovile del donatista Benenato, episcopus Tugutianensis, che partecipò al concilio di Cabarsussi del 393. Toulotte lo indica come vescovo di Tagaria, Morcelli invece lo assegna alla diocesi di Tusuro, mentre Mesnage alla diocesi di Tuguzia, ignota.
Dal XX secolo Tagaria è annoverata tra le sedi vescovili titolari della Chiesa cattolica; dal 6 febbraio 2010 l'arcivescovo, titolo personale, titolare è Novatus Rugambwa, nunzio apostolico nelle Isole Marshall, nelle Kiribati, a Nauru, nelle Tonga, nelle Samoa e nelle Isole Cook e delegato apostolico nell'Oceano Pacifico.

## Cronotassi

### Vescovi
- Benenato ? † (menzionato nel 393) (vescovo donatista)
- Felice ? † (menzionato nel 411) (vescovo donatista)

- Onorato † (menzionato nel 484)

### Vescovi titolari
- Alberto Cosme do Amaral † (8 luglio 1964 - 1º luglio 1972 nominato vescovo di Leiria)
- Paul Émile Joseph Bertrand † (12 giugno 1975 - 14 settembre 1989 nominato vescovo di Mende)
- Jan Graubner (17 marzo 1990 - 28 settembre 1992 nominato arcivescovo di Olomouc)
- Luigi Sposito † (18 dicembre 1992 - 28 febbraio 1998 nominato vescovo titolare di Capri)
- Víctor Manuel Pérez Rojas † (9 maggio 1998 - 7 novembre 2001 nominato vescovo di San Fernando de Apure)
- José Benedito Simão † (28 novembre 2001 - 24 giugno 2009 nominato vescovo di Assis)
- Novatus Rugambwa, dal 6 febbraio 2010